# Aéroport Willy-Brandt de Berlin-Brandebourg
« Aéroport de Berlin » redirige ici. Pour les autres significations, voir Aéroports de Berlin.
L’aéroport Willy-Brandt de Berlin-Brandebourg (Flughafen Berlin Brandenburg „Willy Brandt“) (code IATA : BER • code OACI : EDDB) est l'aéroport international de Berlin, situé à la frontière sud de la ville, sur la commune de Schönefeld dans le Land de Brandebourg, partiellement sur le site de l'aéroport de Berlin-Schönefeld. Il porte le nom de Willy Brandt (1913-1992), ancien chancelier d'Allemagne de l'Ouest et ancien bourgmestre-gouverneur de Berlin, et il est géré par la Flughafen Berlin Brandenburg GmbH.
D'un montant initial de 2 milliards d'euros, revu régulièrement à la hausse pour atteindre 6,6 milliards d'euros en 2016 puis plus de 7 milliards en 2020, le projet d'aéroport prévoit une capacité initiale de 27 millions de passagers par an. L'aéroport remplace ceux de Berlin-Tegel et de Berlin-Schönefeld.
La construction de ce qui représentait le plus grand projet aéroportuaire en Europe a débuté le 5 septembre 2006 et devait être terminée en automne 2010 pour une mise en service commercial en octobre 2011. La date est repoussée à maintes reprises en raison d'une multitude de problèmes techniques, de gestion, de corruption, de coordination de chantier et de dépassements de budget.
Le 31 octobre 2020, son premier terminal est officiellement ouvert après 14 ans de travaux, 10 ans de retard, et 29 ans après le lancement officiel du projet.

## Situation
| Berlin · Brandebourg EuroAirport Basel-Mulhouse-Freiburg Freiburg · City Brême Cassel Cologne · Bonn Dortmund Dresde Düsseldorf Erfurt Francfort-Hahn Francfort · sur-le-Main Friedrichshafen Hambourg Hanovre Heringsdorf Karlsruhe · Baden-Baden Leipzig Lübeck Memmingen Munich Münster · Osnabrück Nuremberg Paderborn · Lippstadt Rostock Sarrebruck Stuttgart Sylt Weeze Mannheim |

## Histoire

### Planification et début de la construction
La décision de construire le nouvel aéroport a été prise en 1996. À l'époque, ce projet doit montrer la puissance retrouvée de Berlin à la suite de la réunification allemande. Devant remplacer les aéroports vieillissants de Schönefeld, Tegel et Tempelhof, il doit également permettre de proposer de nombreuses liaisons aériennes directes vers l'Amérique du Nord, l'Afrique et l'Asie, ainsi que de faire décoller économiquement la capitale. Le budget initial est de 2 milliards d'euros,.
L'opposition à l'aéroport est immédiate de la part de certains habitants de Schönefeld, du fait du bruit, du déménagement d'un village complet, d'entreprises, de sites naturels et d'un cimetière. Cette opposition est globalement ignorée, du fait de l'intérêt supérieur du projet.
Le contrat de construction est officiellement signé le 31 mars 1999, avec deux sociétés chargées de la gestion du chantier.
Le chantier débute en 2006, et l'ouverture de l'aéroport est prévue pour l'automne 2010, ou 2011. Il est difficile de trouver 900 millions d'euros pour boucler le budget. Pour Hartmut Mehdorn, alors PDG de la Deutsche Bahn et associé au projet, le montage financier est extrêmement politique et ne convainc pas tous les partis impliqués ; l'aéroport est construit « à l'économie ».
La société gestionnaire demande, après le début des travaux, que les plans soient révisés pour inclure un étage supplémentaire, afin d'augmenter les capacités d'accueil et les surfaces des commerces. Ce dernier point provoque des frictions entre l'architecte responsable, qui souhaite limiter le nombre de magasins, et la société aéroportuaire, qui veut au contraire en avoir beaucoup plus.  
La faillite d'une société participant à la gestion du chantier retarde encore les travaux. Les différentes entreprises locales employées sur le site, principalement des PME, travaillent sans coordination ; de plus, la gestion du projet valide de nouvelles idées et de nouveaux ajouts tout au long du chantier. Le Conseil de Surveillance souffre par ailleurs d'un manque de compétence, la plupart de ses membres étant des élus sans expérience dans la gestion d'un tel projet. 
Le 22 mai 2003, face aux difficultés financières et techniques croissantes, le projet est nationalisé. La ville de Berlin, le Land de Brandebourg et le gouvernement fédéral reprennent la main et redeviennent maîtres d'ouvrage. La société gestionnaire, la Flughafen Berlin Brandenburg GmbH, est détenue à 37 % par la Ville-État de Berlin, à 37 % par l'État du Brandebourg et à 24 % par la République fédérale[réf. souhaitée].
Le premier directeur technique fait part aux maîtres d'ouvrage de plusieurs problèmes critiques. Selon Udo Haase, maire de Schönefeld, son poste était politique, ses critiques ne pouvaient pas être entendues et il a préféré partir.
Des ajouts sont réalisés à la dernière minute du fait de l'absence de prise en compte de l'évolution du trafic aérien. Ainsi, des aménagements sont réalisés pour permettre d'accueillir des A380 alors que le trafic vers Berlin n'aurait jamais amené cet avion à y atterrir.
Manfred Körtgen, le second directeur technique, n'était pas a temps plein sur ce chantier, car il préparait sa thèse.
Le 7 mai 2010, une fête est organisée pour célébrer l'achèvement du gros-œuvre. Les manifestations de protestation se poursuivent tout au long du chantier.

### Inaugurations repoussées
La gare est construite par la Deutsche Bahn. Elle est inaugurée le 30 mai 2011, à la date convenue. L'inauguration de l’aéroport en lui même est reportée à 2012.
Les partenaires du projet sont informés régulièrement par les gestionnaires des récentes avancées du chantier. Pour Hartmut Mehdorn, devenu PDG de Air Berlin présent à une réunion début 2012, il est clair que l'inauguration se fera sous peu. Des tests sont effectués le 14 février 2012 : au milieu du chantier en cours, des volontaires équipés de casques de protection et de gilets de haute visibilité jouent le rôle de passagers et permettent de voir si l'aéroport est fonctionnel. De nombreux dysfonctionnements sont constatés. Pour Udo Haase, maire de Schönefeld, la réalité du chantier était occultée par les gestionnaires du projet ; pour Wolfgang Tiefensee, alors ministre fédéral des Transports, les points bloquants n'étaient pas rapportés aux gestionnaires du projet.
Le 8 mai 2012, trois semaines avant la mise en service officielle, prévue le 24 mai 2012, la détection de la défectuosité du système anti-incendie (monté à l'envers) et d'évacuation des fumées pousse les organisateurs à annuler la cérémonie d'inauguration, le temps de corriger ces problèmes. Le report est annoncé lors d'une conférence de presse, au cours de laquelle le management du projet est publiquement remis en cause. Une fête citoyenne a lieu le 12 mai 2012, avec des jeux et des visites d'avions, en présence des responsables du chantier. Elle montre surtout les divergences au sein de la direction. En fait, l'ensemble du chantier est en retard, créant une polémique et coûtant son poste au directeur technique du projet, Manfred Körtgen.
Le report est estimé à trois mois, pour une inauguration à la mi-août, mais dure finalement huit ans ; l'ouverture est annoncée puis reportée à nouveau six fois de suite, systématiquement au dernier moment à la suite d'un nouvel incident découvert peu de temps avant. Ainsi, le 14 août 2012, une nouvelle date d'ouverture est annoncée (17 mars 2013), puis le 7 septembre 2012, l'inauguration est repoussée au 27 octobre 2013.
La chambre des députés du Land de Berlin décide le 27 septembre 2012 de la mise en place d'une commission d'enquête présidée par Martin Delius. La commission révèle que le conseil d'administration était partiellement au courant de la situation et aurait pu prendre des décisions visant à résoudre la situation. Par ailleurs, sur ordre de la direction, des passages faisant état des problèmes rencontrés sur le chantier sont retirés des rapports destinés au conseil d'administration. Martin Delius estime aussi que la commission a été empêchée de travailler correctement par le maire de Berlin Klaus Wowereit, par ailleurs membre du conseil d'administration du projet de l'aéroport.
L'architecte et les principaux gestionnaires du projet étant critiqués pour leur absence de gestion, ils décident de partir avec les plans. L'affaire fuite dans la presse. Poussé par Klaus Wowereit, Hartmut Mehdorn devient directeur du projet le 11 mars 2013, annonçant qu'il n'est pas possible de « faire des miracles ». Il se trouve alors, que le chantier est interrompu depuis près d'un an. Martin Delius estime que la décision de nommer Mehdorn est « opaque », car ce dernier est un des instigateurs initiaux du projet.
Dans le documentaire de Thomas Balzersorti en 2020, Mehdorn indique découvrir des aberrations au moment de sa prise de poste, telles que le montage à l'envers du système anti-incendie qui oblige à revoir toute l'installation électrique, ou le sous-dimensionnement des conduites d'arrivée et d'évacuation des eaux, prévues pour un aéroport sur un niveau alors qu'un étage a été ajouté depuis.
Début 2013, les autorités annoncent que la nouvelle structure n'ouvrira pas avant 2014. Le maire de Berlin Klaus Wowereit annonce sa démission du poste de président du Conseil de Surveillance du projet d'aéroport. Toutefois, le trafic de fret aérien des deux anciens aéroports est progressivement transféré sur le nouvel aéroport à compter du 1er août 2013. En novembre 2013, le coût de l'aéroport se monte désormais à 5,7 milliards d'euros, soit plus de deux fois le budget initial. Rainer Schwarz, le CEO du projet est démis de ses fonctions le 16 janvier 2013 avec un parachute doré de un million d'euros, assez peu apprécié par l'opinion publique.
Le 7 janvier 2014, Klaus Wowereit annonce que l'ouverture n'aura pas lieu en 2014. En mars 2014, il est révélé que seuls 4 % du terminal du futur aéroport sont certifiables à cette date. Un mois plus tard, Martin Burkert, président de la commission des transports au Bundestag, déclare que la mise en opération du BER n'aura sans doute pas lieu avant 2017. En décembre 2014, Wowereit, dont la popularité est désormais au plus bas, démissionne de son mandat de maire. Mehdorn démissionne de son poste de directeur en 2015, remplacé par Karsten Mühlenfeld,. Martin Delius, président de la commission d'enquête du parlement de Berlin, estime qu'avec les retards du chantier et sa gestion, une inauguration fin 2017 est improbable. En août 2015, le journal Bild rapporte des faits de corruption autour du chantier.
En août 2016, la Commission européenne autorise un nouveau plan d'investissement public ayant pour but de terminer le chantier, sans qu'une nouvelle date précise ne soit avancée pour l'exploitation commerciale de l'aéroport. Un audit général met à jour 550 000 malfaçons : un système anti-incendie entièrement à refaire, tout comme certains escalators trop courts, un nombre de comptoirs pour les compagnies aériennes trop faible, un réseau électrique impossible à exploiter… Le budget atteint cette année là 6,6 milliards d'euros.
Les médias et la justice allemande enquêtent également sur de possibles faits de corruption liés à l'aéroport,. Quatre personnes sont mises en examen par la justice et un des ingénieurs lanceurs d'alerte est empoisonné de manière suspecte. En octobre 2016, un ancien employé est condamné à trois ans et demi de prison pour corruption ; en 2017, une enquête pour détournement de fonds est ouverte contre un ancien directeur technique de l'aéroport. Dans le même temps, la Flughafen Berlin Brandenburg GmbH est attaquée en justice par différentes sociétés ayant investi dans le projet (comme la Deutsche Bahn), certaines ayant fait faillite à cause des retards. Des trains vides desservent la gare de l'aéroport pendant neuf ans pour garantir le fonctionnement des infrastructures ferroviaires. La réputation de l'ingénierie allemande, alors reconnue au niveau international, est fortement touchée,.
En décembre 2016, les autorités annoncent que la structure n'ouvrira pas avant 2018. En mai 2017, le porte-parole du projet parle d'une ouverture du premier terminal « pas avant » fin 2019 ou 2020. Le 13 décembre 2017, est annoncé que la date du 31 octobre 2020 est retenue pour l'inauguration.
Le 28 juin 2018, la chambre des députés du Land de Berlin met en place une nouvelle commission d'enquête concernant le chantier, et dont le rapport final est attendu pour 2021.
Le 29 novembre 2019, Engelbert Lütke-Daldrup, troisième président de la Flughafen Berlin Brandenburg GmbH, confirme lors d’une conférence de presse que l’aéroport, via son premier terminal sera inauguré le 31 octobre 2020. Plusieurs compagnies aériennes doivent également déménager de l’aéroport de Tegel vers Berlin-Brandebourg à la même date, et une deuxième vague de transfert devrait avoir lieu les 3 et 4 novembre 2020. Toutefois des opérations de maintenance sont organisées pour que le site continue à garder un état de fonctionnement correct pour le jour de l'inauguration : ménage, plomberie et aération des tunnels sont régulièrement inspectés. Les équipements mis à disposition, prévus pour l'ouverture en 2010, doivent être mis à niveau, en installant notamment des prises pour le rechargement des téléphones portables, dispensables lors de sa conception, ou en changeant les écrans d'ordinateur des postes de contrôle des passagers.
Le 31 octobre 2020, le premier avion décolle du nouvel aéroport inauguré,, après 14 ans de travaux. Le coût du projet à cette date est de 7 milliards d'euros. Trois autres terminaux sont prévus, l'aérogare de l'aéroport de Schönefeld (absorbé par BER) devenant le terminal 5 du nouvel ensemble. L'ouverture du terminal 2 est prévue pour 2021, et les chantiers des deux autres terminaux sont loin d'être terminés à cette date. La capacité d'accueil de l'aéroport serait pour 2021 inférieure à la moitié de ses objectifs. Le terminal 5 est définitivement fermé en novembre 2022.

## Caractéristiques

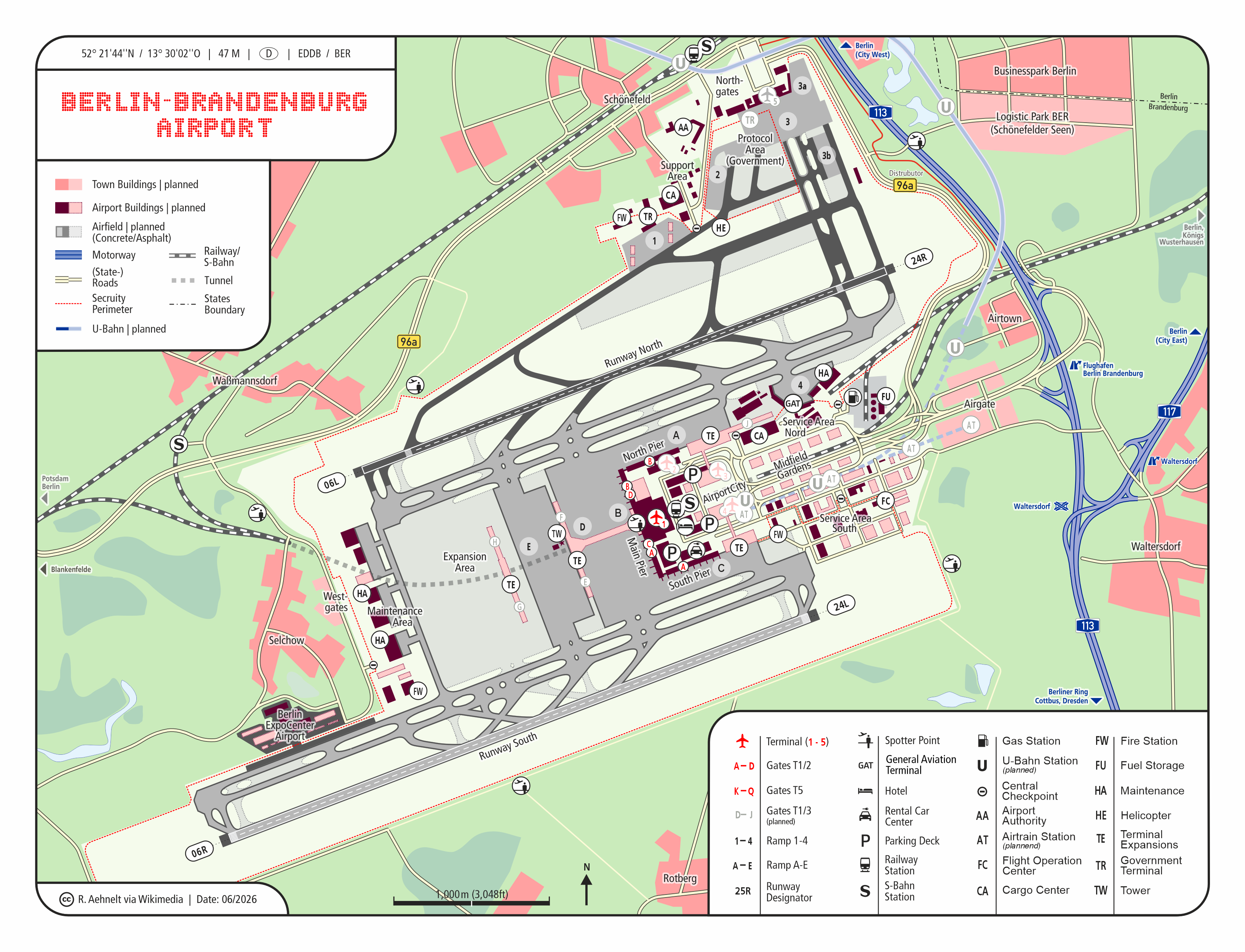
Plan des pistes de l'aéroport.

Le nouvel aéroport est situé partiellement sur le site de l'aéroport de Berlin-Schönefeld. Les travaux ont commencé en 2006. Deux villages, avec plus de 300 personnes, ont été délogés. L'aérogare mesure 220 × 180 × 32 mètres. Elle a une capacité de 27 millions de passagers avec 25 positions au contact. La capacité maximale du nouvel aéroport sera de 45 millions de passagers après fermeture des aéroports de Tegel et Schönefeld.
Les plus grandes compagnies aériennes représentées sont Lufthansa, easyJet, Germanwings et Ryanair. Lufthansa ne projette pas une nouvelle plate-forme de correspondance aéroportuaire, mais elle offrira 38 liaisons directes. Air France, Condor et Norwegian ont annoncé de nouvelles relations.

## Statistiques
BER a accueilli 444 893 passagers en 2020, depuis son ouverture le 31 octobre 2020, données du site officiel de l'aéroport.
Le graphique qui aurait dû être présenté ici ne peut pas être affiché car il utilise l'ancienne extension Graph, désactivée pour des questions de sécurité. Des indications pour créer un nouveau graphique avec la nouvelle extension Chart sont disponibles ici.

Voir la requête brute et les sources sur Wikidata.

## Compagnies aériennes et destinations
| Compagnies                    | Destinations |
| ----------------------------- | --- |
| Aegean Airlines               | Athènes E.-Venizélos, Thessalonique-Makedonía |
| Aer Lingus                    | Dublin |
| Air Cairo                     | Hurghada En saison : Marsa Alam |
| Air France                    | Paris-Charles de Gaulle |
| Air Malta                     | En saison: Malte |
| Air Serbia                    | Belgrade-Nikola-Tesla |
| airBaltic                     | Riga, Tallinn En saison: Vilnius |
| Air Transat                   | En saison : Toronto (Pearson) |
| AJet                          | Ankara Esenboğa, Istanbul-S. Gökçen |
| Austrian Airlines             | Vienne-Schwechat En saison: Innsbruck-Kranebitten |
| Azerbaijan Airlines           | Bakou-H. Aliyev |
| Bluebird Airways              | Athènes E.-Venizélos En saison: Tel Aviv - Ben Gourion |
| British Airways               | Londres-City, Londres-Heathrow |
| Brussels Airlines             | Bruxelles-National |
| Bulgaria Air                  | Sofia-Vrajdebna |
| Corendon Airlines             | En saison : Antalya, Héraklion-N. Kazantzákis, Hurghada, Izmir-A. Menderes |
| Croatia Airlines              | En saison : Split |
| Danish Air Transport          | Sarrebruck-Ensheim En saison : Rønne-Bornholm |
| Delta Air Lines               | En saison: New York-John F. Kennedy |
| easyJet                       | - Amsterdam, - Barcelone-El Prat, - Bâle-Mulhouse, - Bristol, - Catane-Fontanarossa, - Copenhague-Kastrup, - Édimbourg, - Fuerteventura, - Genève-Cointrin, - Glasgow, - Hurghada, - Larnaca, - Las Palmas/Gran Canaria, - Gottwaldov, - Londres-Luton, - Madère-C. Ronaldo, - Malaga-Costa del Sol, - Manchester, - Milan-Linate, - Naples-Capodichino, - Nice-Côte d'Azur, - Palma de Majorque, - Paris-Charles de Gaulle, - Paris-Orly, - Priština, - Rome Léonard-de-Vinci/Fiumicino, - Stockholm-Arlanda, - Tel Aviv - Ben Gourion, - Ténériffe-Sud Reine Sofia, - Valence, - Venise - Marco Polo, - Zurich En saison : - Aqaba, - Birmingham, - Bordeaux-Mérignac, - Bourgas, - Charm el-Cheikh, - Corfou-I. Kapodístrias, - Dubrovnik, - Faro, - Héraklion-N. Kazantzákis, - Ibiza, - Kos, - La Canée I.-Daskaloyánnis, - Lanzarote-Arrecife, - Lyon-Saint-Exupéry, - Marsa Alam, - Minorque-Mahón, - Mykonos, - Olbia-Costa Smeralda, - Pise-Galileo Galilei, - Porto-F. Sá-Carneiro, - Prévéza-Aktion, - Pula, - Rhodes-Diagoras, - Rijeka, - Salerne-Côte amalfitaine, - Salzbourg-W. A. Mozart, - Split, - Thessalonique-Makedonía, - Tivat, - Toulouse-Blagnac, - Varna, - Zadar, - Zante D.-Solomós |
| EgyptAir                      | Le Caire |
| El Al                         | Tel Aviv - Ben Gourion |
| Eurowings                     | - Alicante-Elche, - Beyrouth-Rafic Hariri, - Cologne/Bonn-K. Adenauer, - Copenhague-Kastrup, - Düsseldorf, - Göteborg, - Graz-Thalerhof, - Helsinki-Vantaa, - Malaga-Costa del Sol, - Nice-Côte d'Azur, - Palma de Majorque, - Porto-F. Sá-Carneiro, - Stockholm-Arlanda, - Stuttgart En saison : - Antalya, - Bastia-Poretta, - Dubaï, - Dubrovnik, - Fuerteventura, - Héraklion-N. Kazantzákis, - Hurghada, - Ibiza, - Kos, - Lanzarote-Arrecife, - Larnaca, - Las Palmas/Gran Canaria, - Rhodes-Diagoras, - Rijeka, - Split, - Ténériffe-Sud Reine Sofia, - Tromsø, - Zadar, - Zante D.-Solomós |
| Finnair                       | Helsinki-Vantaa |
| FlyOne                        | En saison: Chișinău |
| Freebird Airlines             | En saison: Antalya |
| Hainan Airlines               | Pékin-Capitale |
| Iberia                        | Madrid-Barajas |
| Icelandair                    | Reykjavik-Keflavík |
| Iraqi Airways                 | Bagdad, Erbil |
| Israir Airlines               | En saison: Tel Aviv - Ben Gourion |
| Jet2.com                      | En saison: Birmingham, Leeds-Bradford, Newcastle |
| KLM                           | Amsterdam |
| LOT Polish Airlines           | Varsovie-Chopin |
| Lufthansa                     | Francfort, Munich-F. J. Strauß |
| Luxair                        | Luxembourg-Findel |
| Norse Atlantic Airways        | Miami En saison: New York-John F. Kennedy |
| Norwegian Air Shuttle         | Bergen, Copenhague-Kastrup, Oslo-Gardermoen, Stockholm-Arlanda, Trondheim En saison : Tromsø |
| Nouvelair                     | En saison : Djerba-Zarzis, Monastir, Tunis-Carthage |
| Pegasus Airlines              | Ankara Esenboğa, Istanbul-S. Gökçen En saison : Antalya, Izmir-A. Menderes |
| Play                          | Reykjavik-Keflavík |
| Qatar Airways                 | Doha-Hamad |
| Royal Jordanian               | En saison: Amman-Reine-Alia |
| Ryanair                       | - Barcelone-El Prat, - Bari-Karol Wojtyła, - Bergame-Orio al Serio, - Billund, - Bologne-Borgo Panigale, - Bruxelles-National, - Bucarest-H. Coandă, - Budapest-Ferenc Liszt, - Catane-Fontanarossa, - Cracovie-Jean-Paul II, - Dublin, - East Midlands, - Édimbourg, - Faro, - Lisbonne-H. Delgado, - Londres-Stansted, - Madrid-Barajas, - Malaga-Costa del Sol, - Manchester, - Marrakech-Ménara, - Marseille-Provence, - Palerme Falcone-Borsellino, - Palma de Majorque, - Paphos, - Pise-Galileo Galilei, - Porto-F. Sá-Carneiro, - Reggio de Calabre, - Riga, - Rome Léonard-de-Vinci/Fiumicino, - Sofia-Vrajdebna, - Tallinn, - Tel Aviv - Ben Gourion, - Ténériffe-Sud Reine Sofia, - Thessalonique-Makedonía, - Trévise-Sant'Angelo, - Valence, - Venise - Marco Polo, - Vilnius En saison : - Alicante-Elche, - Athènes E.-Venizélos, - Banja Luka, - Corfou-I. Kapodístrias, - Fuerteventura, - Héraklion-N. Kazantzákis, - Ibiza, - Kos, - La Canée I.-Daskaloyánnis, - Lanzarote-Arrecife, - Las Palmas/Gran Canaria, - Luxembourg-Findel, - Podgorica, - Rhodes-Diagoras, - Zadar |
| Scandinavian Airlines         | Copenhague-Kastrup, Oslo-Gardermoen, Stockholm-Arlanda |
| Scoot                         | Singapour-Changi |
| SkyAlps                       | Bolzano |
| SmartLynx Airlines            | En saison charter: Dubaï |
| Sundair                       | Beyrouth-Rafic Hariri, Fuerteventura, Hurghada En saison : - Bourgas, - Corfou-I. Kapodístrias, - Héraklion-N. Kazantzákis, - Kos, - Las Palmas/Gran Canaria, - Madère-C. Ronaldo, - Marsa Alam, - Rhodes-Diagoras, - Ténériffe-Sud Reine Sofia, - Varna |
| SunExpress                    | Antalya, Gaziantep-Oğuzeli, Izmir-A. Menderes En saison : Adana-Sakirpasa, Ankara Esenboğa, Bodrum-Milas, Dalaman, Samsun-Çarşamba |
| Swiss International Air Lines | Zurich |
| TAP Air Portugal              | Lisbonne-H. Delgado |
| Transavia France              | Paris-Orly En saison : Montpellier-Méditerranée, Nantes-Atlantique |
| Tunisair                      | En saison : Djerba-Zarzis |
| Turkish Airlines              | Istanbul En saison : - Adana-Sakirpasa, - Antalya, - Bodrum-Milas, - Gaziantep-Oğuzeli, - Izmir-A. Menderes, - Samsun-Çarşamba, - Trabzon/Trébizonde |
| United Airlines               | Newark-Liberty En saison: Washington-Dulles |
| Vueling                       | Barcelone-El Prat |
| Volotea                       | Lyon-Saint-Exupéry, Strasbourg, Vérone - Villafranca |
| Wizz Air                      | - Belgrade-Nikola-Tesla, - Budapest-Ferenc Liszt, - Cluj-Napoca, - Koutaïssi-David-IV, - Iași, - Skopje, - Tirana-Mère-Teresa, - Tuzla, - Varna |

## Accès

### Routier
L'aéroport est desservi par la Bundesautobahn 113 de Berlin.

### Ferroviaire

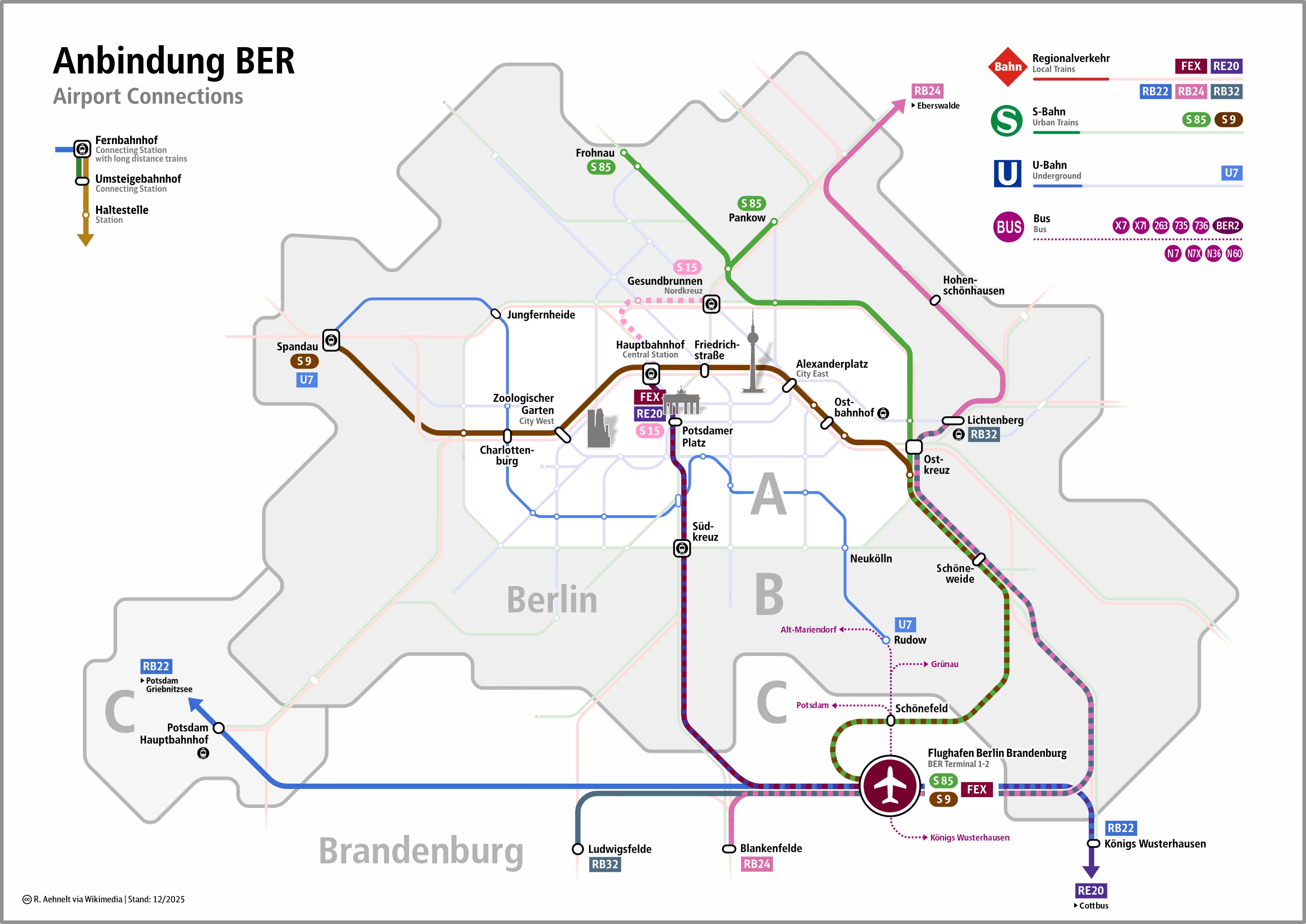
Plan du réseau ferroviaire reliant l'aéroport à Berlin et sa région.

L'aéroport dispose d'une gare ferroviaire, la gare de l'aéroport de Berlin inaugurée le 30 mai 2011. Elle est desservie par les lignes 9 et 45 du S-Bahn ainsi que par de nombreuses lignes ferroviaires régionales. Jusqu'à sa fermeture en février 2021 le terminal 5 a été desservi par la gare de l'aéroport de Berlin - Terminal 5 (Schönefeld).

### Vélo
Une piste cyclable de 25 kilomètres relie l'aéroport au centre de Berlin.